# Unione montana Val Belluna
L'unione montana Val Belluna è un'unione montana (già comunità montana) veneta della provincia di Belluno. Si trova al centro della Valbelluna. Comprende due comuni della Sinistra Piave e due della Destra Piave:
- Borgo Valbelluna
- Limana
- Sedico
- Sospirolo

La sede dell'unione montana si trova a Sedico.
È stata istituita con la legge regionale 19 del 3 luglio 1992, Norme sull'istituzione e il funzionamento delle comunità montane e riformata con la legge regionale 40 del 28 settembre 2012 Norme in materia di unioni montane.

## Scopi e funzioni[3]
L'unione montana Val Belluna ha come obiettivo principale quello di rafforzare la collaborazione tra i Comuni che ne fanno parte, promuovendo un modello di gestione condivisa che valorizzi sia l'autonomia locale sia l'unità dell'intero territorio. Attraverso l’esercizio associato di funzioni e servizi, l’ente punta a creare una rete amministrativa più solida, capace di rispondere con maggiore efficacia alle esigenze dei cittadini.
Uno dei suoi compiti centrali è favorire l'integrazione dell'azione amministrativa tra i Comuni, incoraggiando un progressivo coordinamento delle funzioni e dei servizi. Questo percorso passa anche dall'armonizzazione degli atti normativi e delle regole generali, così da garantire una gestione più coerente e uniforme. Parallelamente, l'unione collabora con le singole amministrazioni locali per migliorare la qualità della vita dei residenti, impegnandosi a fornire servizi adeguati e accessibili.
Un altro aspetto riguarda la razionalizzazione delle spese pubbliche: attraverso una gestione più efficiente delle risorse, l'unione mira a incrementare la funzionalità e l'efficacia dell'azione amministrativa, riducendo gli sprechi e ottimizzando l’utilizzo dei fondi disponibili.
Tra gli obiettivi anche la valorizzazione del territorio e la tutela delle identità locali. L'ente si impegna a proteggere le risorse naturali e ambientali, così come il patrimonio culturale, architettonico, linguistico e storico delle comunità montane, salvaguardando tradizioni e usi che rappresentano un elemento distintivo della popolazione residente. Accanto a questo, l'unione promuove uno sviluppo economico sostenibile, incoraggiando una gestione equilibrata del territorio e favorendo progetti che combinino crescita e tutela ambientale. Infine, sostiene le associazioni e le iniziative sociali e culturali, riconoscendole come strumenti fondamentali per promuovere la coesione, la solidarietà e l’impegno civile.